# Ignaz Klinger

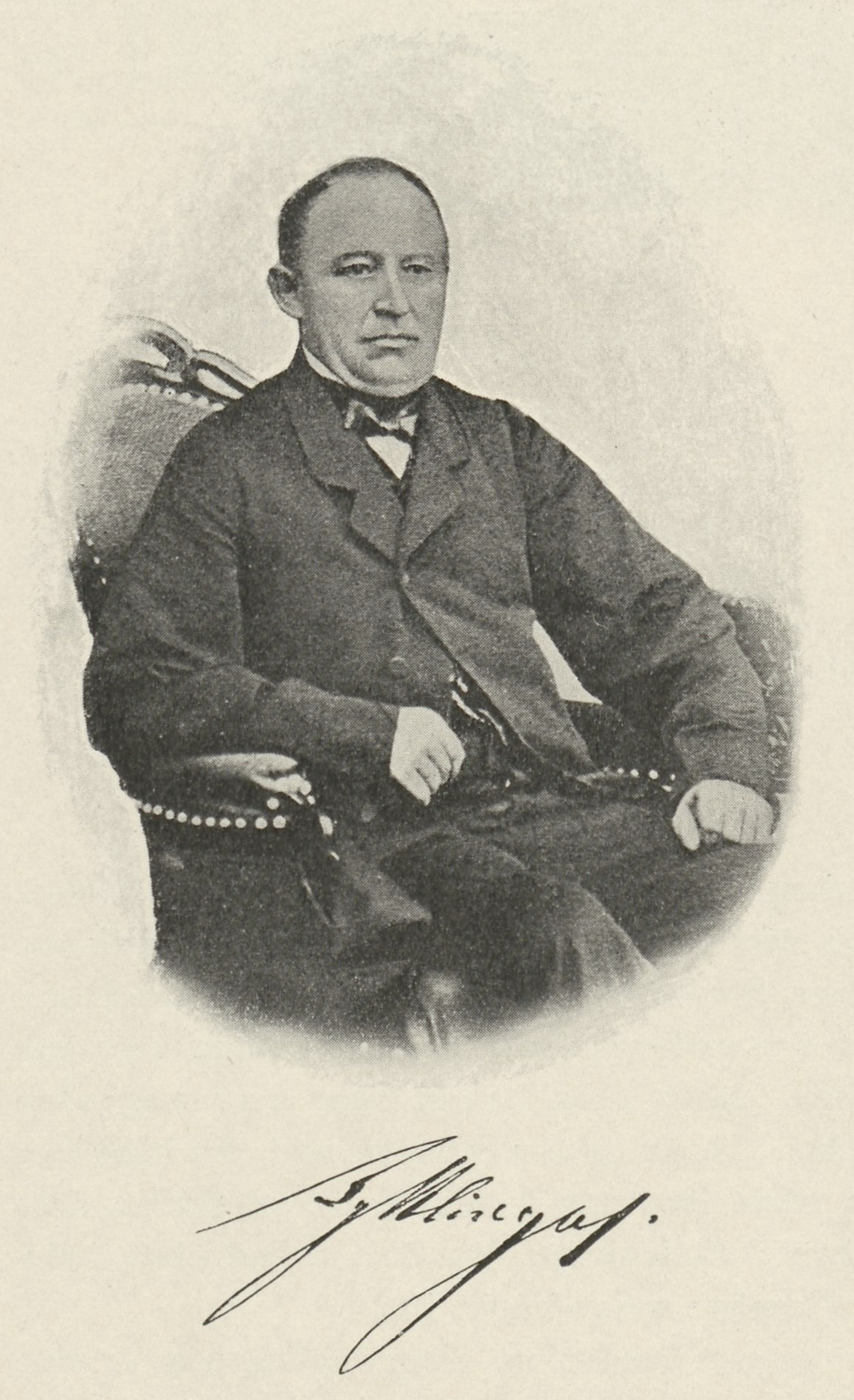
Ignaz Klinger (ca. 1860)

Ignaz Klinger (* 8. Juni 1814 in Dittersbach, Böhmen; † 15. Juni 1872 in Neustadtl, Böhmen) war ein österreichischer Unternehmer und Gründer der Wollwaaren-Fabrik Ignaz Klinger.

## Familie
Klinger entstammte einer alten Weberfamilie, die ursprünglich in der Rumburger Gegend ein Leinwebereigeschäft betrieb, das später mit einer Zweigniederlassung in Dittersbach auch auf den Bezirk Friedland ausgedehnt wurde. Er war ein Sohn des Faktoreibesitzers und Webereiunternehmers Johann Josef Klinger (1777–1855) und dessen Frau Maria Theresia, geborene Neumann (1783–1841).
Am 10. Mai 1842 heiratete er Antonie Effenberger (1819–1882). Aus der Ehe gingen drei Söhne und sechs Töchter hervor. Die Söhne Oskar (1844–1927), Franz Edmund (1850–1883) und Ottomar (1852–1918) wurden ebenfalls Textilunternehmer. 1898 wurden die Brüder Oskar und Ottomar Klinger in den österreichischen Adelsstand und 1908 in den Freiherrnstand erhoben.

## Leben und Wirken
Klinger erlernte das Leinweberhandwerk bei seinem Vater. Um 1835 übernahm er die Bärnsdorfer Faktorei der Firma C. E. Blumrich aus Friedland. Nach der Schließung der Blumrichschen Faktorei machte sich Klinger 1839 in Neustadtl selbständig. Anfänglich beschränkte er sich auf den Handel, begann jedoch bald auch mit der Produktion von eigenem Rohgewebe. Später ging er zur Herstellung von feineren Geweben über. Das Unternehmen florierte; 1844 arbeiteten ca. 700 Hausweber für die Faktorei Ignaz Klinger, 1850 hatte sich deren Anzahl auf 1500 verdoppelt.
1862 errichtete Klinger in Neustadtl eine mechanische Weberei mit 500 Regulator- und Jacquard-Webstühlen. Die erste industrielle Revolution bescherte der Stadt eine große Entwicklung und Blüte. 1869 wurden weitere 100 Webstühle aufgestellt. In Dittersbach errichtete er seinen älteren Brüdern Anton und Josef, die er zuvor in Neustadtl beschäftigt hatte, eine Weberei.
Die Wollwaaren-Fabrik Ignaz Klinger, die Baumwoll- und Schafwollwaren erzeugte, wurde zu einem der größten Textilunternehmen in Österreich-Ungarn. Großen Anteil daran hatten auch seine Söhne Ottomar und Oskar, die 1901 die mechanische Tuch- und Modewarenfabrik in Kratzau errichteten. Nach seinem Tod am 15. Juni 1872 übernahmen seine drei Söhne sein Lebenswerk und führten das Unternehmen erfolgreich weiter. Zu Beginn des 20. Jahrhunderts hatte die Kammgarnspinnerei Ignaz Klinger 5.000 Beschäftigte.